# Lymantria semicincta
Lymantria semicincta este o specie de molii din genul Lymantria, familia Lymantriidae, descrisă de Walker 1855 Conform Catalogue of Life specia Lymantria semicincta nu are subspecii cunoscute.